# سلام منم
سلام منم! (کره‌ای: 안녕? 나야!؛ انگلیسی: Hello, Me!) یک مجموعه تلویزیونی محصول کره جنوبی سال ۲۰۲۱ با بازی چوی کانگ هی، کیم یونگ کوانگ، لی ره و اوم مون سوک است. این مجموعه بر پایه رمان سال ۲۰۱۱، دختر خارق‌العاده اثر کیم هه جونگ است و از ۱۷ فوریه ۲۰۲۱، روزهای چهارشنبه و پنحشنبه ساعت ۲۱:۳۰ (کی‌اس‌تی) از کی‌بی‌اس۲ برای ۱۶ قسمت پخش شد. سلام منم! همچنین برای استریم بین‌المللی در نتفلیکس در مناطق منتخب قابل دسترسی است.

## بازیگران

### اصلی
- چوی کانگ هی در نقش بان ها نی ۳۷ ساله
  - لی ره در نقش بان ها نی ۱۷ ساله
- کیم یونگ کوانگ در نقش هان یو هیون
  - چوی سونگ هون در نقش جوانی یو هیون
- چوی سونگ هون در نقش آنتونی / یانگ چون شیک
  - کیم سانگ وو در نقش جوانی چون شیک